# Kallinik (eunuch)
Kallinik – urzędnik bizantyński, przełożony cesarskiej sypialni (łac. praepositus sacri cubiculi). Odegrał decydującą rolę w sukcesji po Justynianie I Wielkim. Jako jedyny był obecny przy śmierci cesarza i ogłosił on imię następcy wskazanego przez Justyniana na łożu śmierci – Justyna II. Ze względu na jego wcześniejsze bliskie stosunki z Justynem kwestia, czy wyboru następcy faktycznie dokonał Justynian czy też został on dokonany przez Kallinika, budziła od dawna niejasności.